# Věžníkov
Věžníkov (německy Wieschnikow) je malá vesnice, část obce Slavošov v okrese Kutná Hora. Nachází se asi dva kilometry východně od Slavošova. Věžníkov leží v katastrálním území Slavošov u Zruče nad Sázavou o výměře 4,92 km².

## Historie
První písemná zmínka o vesnici pochází z roku 1787.

## Fotogalerie

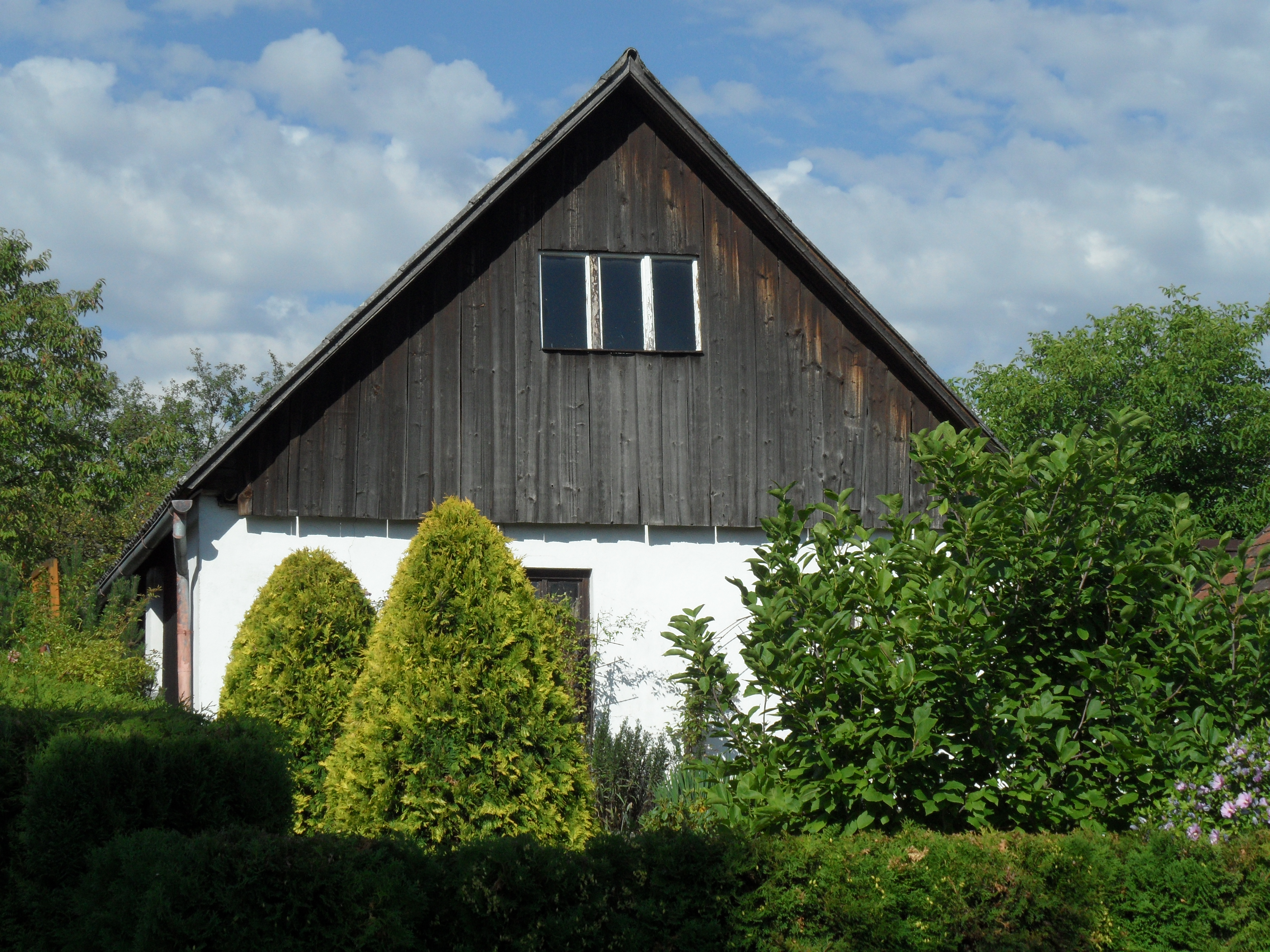
Venkovský dům
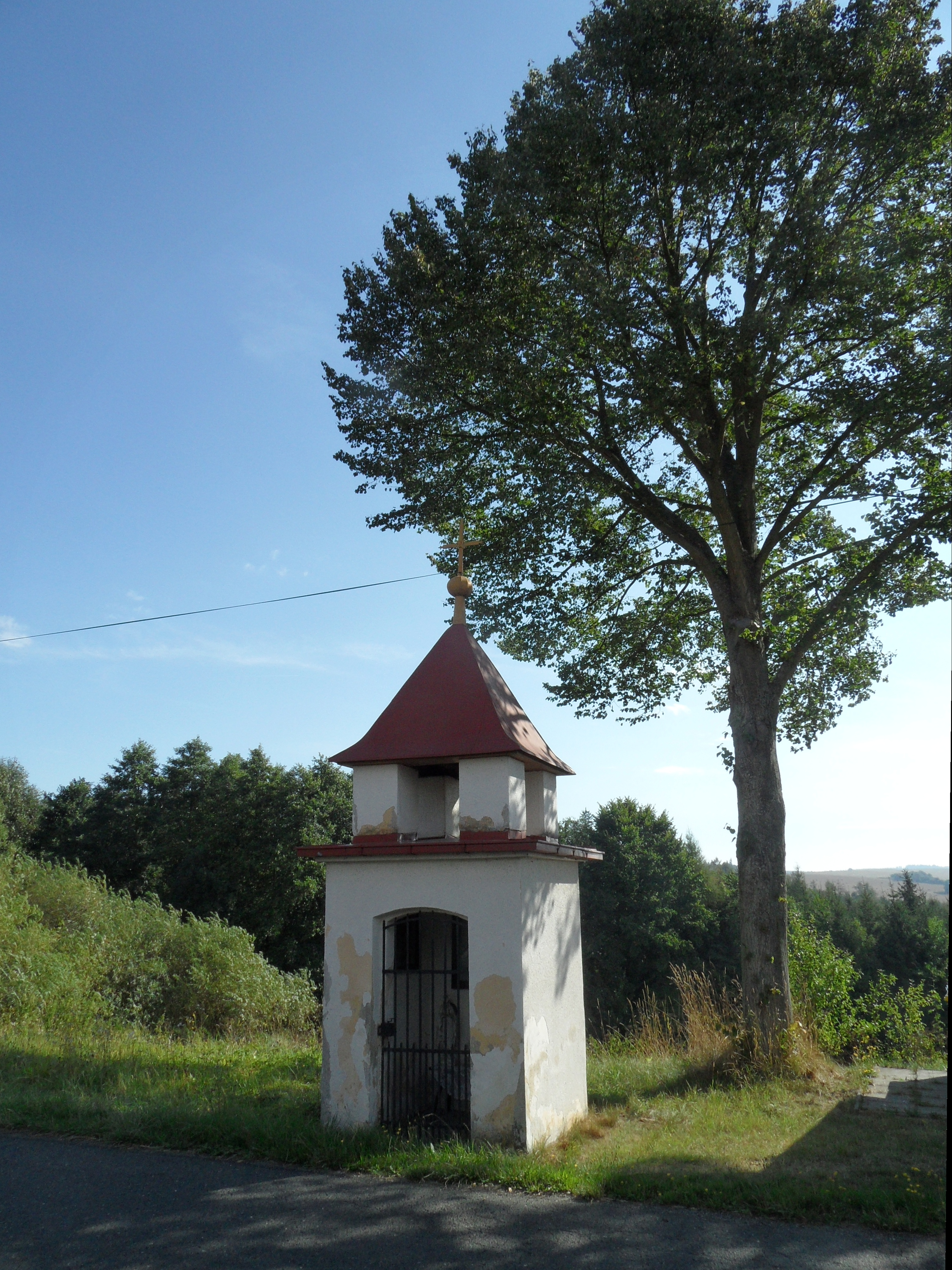
Kaplička
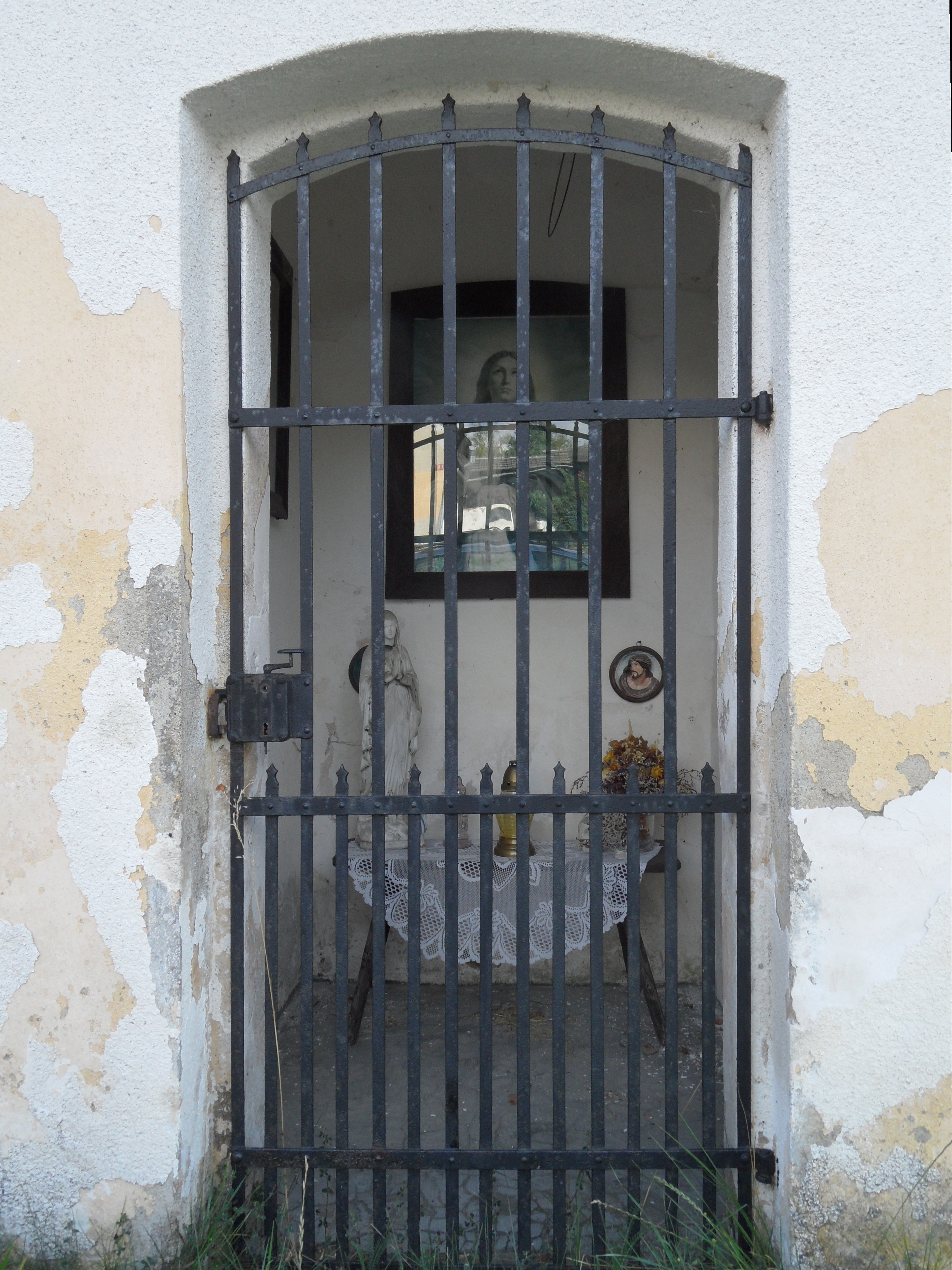
Detail kapličky
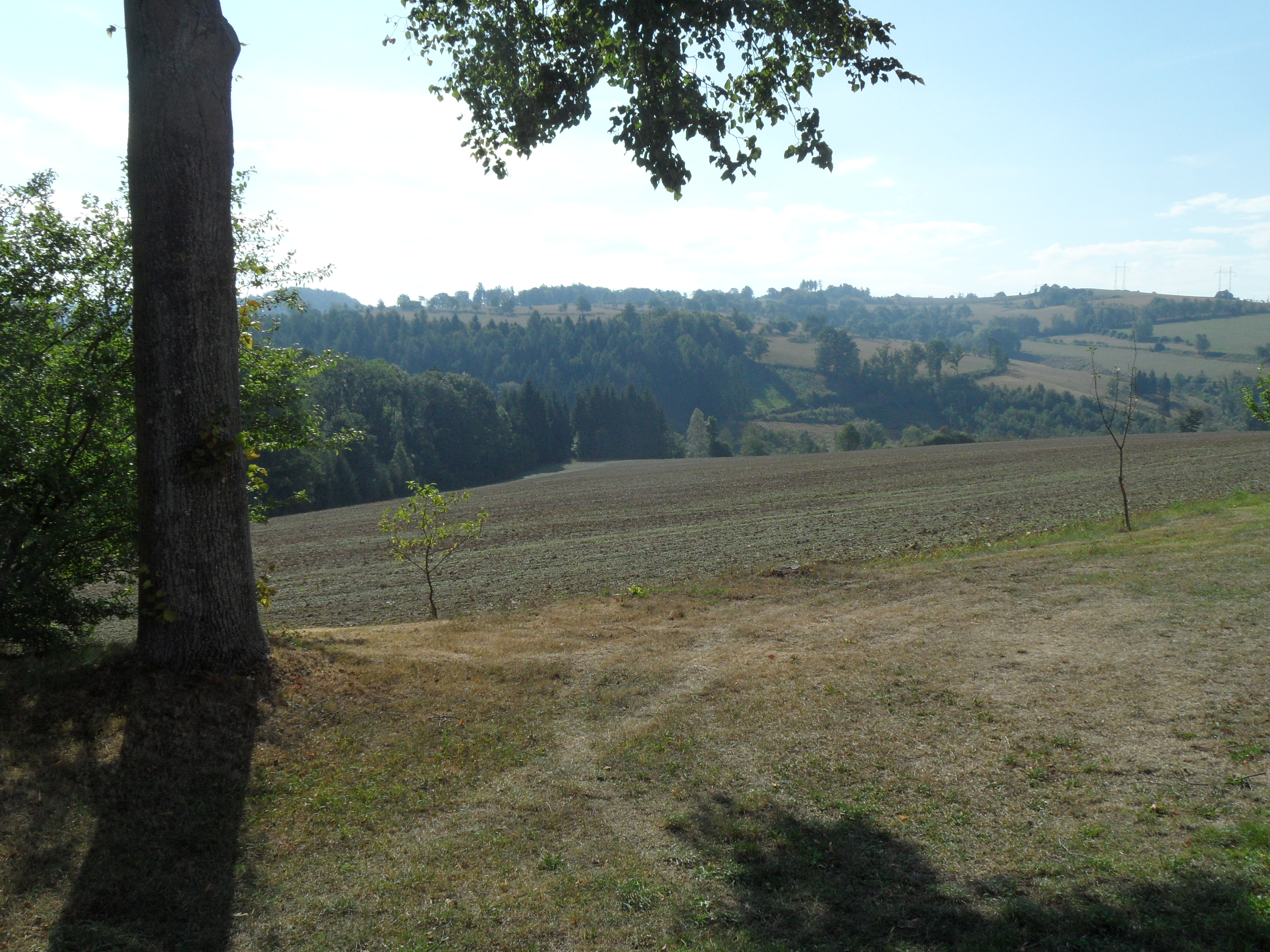
Pohled od kapličky do Posázaví